# بیمارستان تأمین اجتماعی شفا مسجدسلیمان
بیمارستان شفاء مسجدسلیمان  واقع در استان خوزستان، شهرستان مسجدسلیمان از سال ١٣٨٢، خدمات بیمارستانی مورد نیاز مردم شهرستان و مناطق مجاور را فراهم نموده است. ایـن بیمـارستـان وابستـه به سازمان تأمیـن اجتماعـی در زمینی بـه مساحت m٢ ٩٥٠٠٠ معادل ٥/٩ هکتار و زیربنای ٢٧٧٧ مترمربع افتتاح گردید. در حال حاضر این مرکز دارای ٣٢ تخت مصوب و ٣٠ تخت فعال می باشد. این بیمارستان نقش بسزایی در ارتقای سطح سلامتی جامعه تحت پوشش خود به عهده دارد. حصول اطمینان از اینکه جامعه تحت پوشش بیمارستان خدمات مورد نیاز خود را در بالاترین سطح کیفیت دریافت می کند، هدف اصلی این بیمارستان می باشد که با مشارکت کامل کلیه کارکنان بیمارستان و جامعه قابل حصول می باشد. بیمارستان شفا ، خدمات بیمارستانی مورد نیاز جامعه تحت پوشش خود را در حوزه های زیر ارائه می نماید:
- جراحی عمومی
- چشم
- داخلی
-داروخانه
- رادیولوژی
- آزمایشگاه
- فیزیوتراپی.